# San Diego Stadium
Le San Diego Stadium (auparavant dénommé Jack Murphy Stadium, Qualcomm Stadium et SDCCU Stadium, surnommé The Q ou The Murph) était un stade multifonction situé au nord de San Diego, en Californie.
De 1967 à 2017, il était le domicile des Chargers de San Diego, une franchise de football américain évoluant dans la division ouest de l'American Football Conference en National Football League. C'était également le terrain des Aztecs de San Diego State de l'université d'État de San Diego jouant en NCAA Div I FBS.
Les Padres de San Diego de la Ligue majeure de baseball (MLB) y ont été locataires entre 1969 et 2003 avant leur déménagement au Petco Park en 2004.
Le San Diego Stadium organisait chaque année plusieurs Bowls universitaires comme le Holiday Bowl (depuis 1978) et le Poinsettia Bowl (depuis 2005).
Le stade avait une capacité de 70 561 places en configuration football américain et pouvait accueillir 67 544 spectateurs lors des parties de baseball. Il disposait de 113 suites de luxe, 7 882 sièges de club et d'environ 18 500 places de parking.

## Histoire
Au début des années 1960, l'écrivain sportif Jack Murphy (en) a proposé la construction d'un nouveau stade dans la région qui deviendrait celui des Chargers de San Diego et celui d'une équipe de la Ligue majeure de baseball (MLB) que la ville pourrait espérer attirer. En novembre 1965, un référendum approuve une somme de 27 millions de $ pour permettre la construction d'un stade. Le chantier commence un mois plus tard et est baptisé une fois terminé le « San Diego Stadium »,.
Les Chargers y jouent le premier match le 20 août 1967. À son origine, le San Diego Stadium avait une capacité d'environ 53 000 sièges multicolores et il disposait de tribunes en forme de fer à cheval entourant les trois quarts du terrain. Les Chargers de San Diego ont été les locataires principaux du stade jusqu'en 1969. C'est alors que la MLB a accepté une nouvelle franchise de baseball à la ville, les Padres de San Diego.
Le San Diego Stadium est renommé en hommage à Jack Murphy en 1981, le « Jack Murphy Stadium ». En 1984, 50 suites sont ajoutées et la capacité est portée à 61 000 places, les rénovations coûtant 9,1 millions de $. En 1997, le stade est équipé d'une nouvelle tribune qui permet d'entourer entièrement le terrain si on excepte l'emplacement du tableau des scores. Environ 11 000 sièges, 34 suites et 4 Club Lounges sont ajoutés pour le Super Bowl de 1998, portant sa capacité à plus de 70 500 places. Le coût total de ces nouveaux travaux est estimé à 78 millions de $ en ce compris la construction d'un nouveau terrain d'entraînement pour les Chargers.
En 1997, le stade est renommé le « Qualcomm Stadium », la société Qualcomm Corporation s'étant engagée à verser pendant 20 ans un montant de 18 millions de $ pour les droits d'appellation du stade. Tous les sièges multicolores sont remplacés par de nouveaux sièges bleus. Le Qualcomm Stadium possédait alors plus de 100 suites de luxe, plus de 7 000 sièges de club en plus du Chargers Gold Club. En 2003, les Chargers deviennent le locataire principal du stade à la suite du déménagement des Patres vers leur propre stade de baseball dénommé le Petco Park.
Les droits du nom du stade expirant le 14 juin 2017, ils sont repris par la société San Diego County Credit Union (en) (SDCCU) qui renomme le stade « SDCCU Stadium » le 19 septembre 2017 jusqu'en décembre 2020,.
La démolition du stade débute à cette période jusqu'au 22 mars 2021,. Le Snapdragon Stadium est ensuite érigé sur le site et est occupé par les Aztecs de San Diego State.
Le San Diego Stadium a organisé trois éditions du Super Bowl, en 1987, 1997 et 2002. Il a également servi comme lieu de tournage en 1979 pour le film « The Kid from Left Field (en) » avec Gary Coleman et Ed McMahon.
Il a été utilisé comme centre d'évacuation pendant les incendies de Californie en octobre 2007.

## Événements
- Football américain :
  - Le Super Bowl XXII joué le 31 janvier 1988 ;
  - Le Super Bowl XXXII joué le 25 janvier 1998 ;
  - Le Super Bowl XXXVII joué le 26 janvier 2003 ;
  - Les Poinsettia Bowls de 2005 à 2016 ;
  - Les Holiday Bowls de 1978 à 2019 ;

- Baseball :
  - Les World Series de baseball en 1984 et 1998 ;
  - Le match des Étoiles de la Ligue majeure de baseball 1978 joué le 11 juillet 1978 ;
  - Le match des Étoiles de la Ligue majeure de baseball 1992 joué le 14 juillet 1992 ;
  - La National League Division Series en 1996 et 1998 ;
  - La National League Championship Series en 1984 et 1998 ;

- Concerts :
  - La Croisade de Billy Graham du 8 au 11 mai 2003 ;
  - Le concert des Rolling Stones, 7 octobre 1981 ;
  - Le concert The Who, 22 août 1989 ;
  - Le concert de Guns N' Roses (Not in This Lifetime... Tour), 22 août 2016.

## Dimensions
Voici les dimensions (en mètres) du terrain de baseball des Padres de San Diego qui y ont joué entre 1969 et 2003 :
- Left Field (Champ gauche) -  100,5 (1969); 99 (1982)
- Left-Center - 114,3 (1969); 112 (1982)
- Center Field (Champ centre) - 128 (1969); 124 (1973); 128 (1978); 123 (1982)
- Right-Center - 114,3 (1969); 112 (1982)
- Right Field (Champ droit) - 100,5 (1969);  99 (1982); 100,5 (1996)
- Backstop: 24 (1969), 22 (1982)

## Galerie

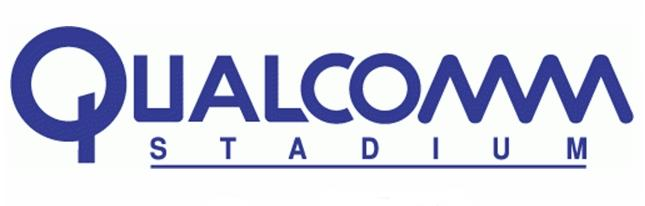
Logo de 1997 à 2017
Logo de 2017 à 2020
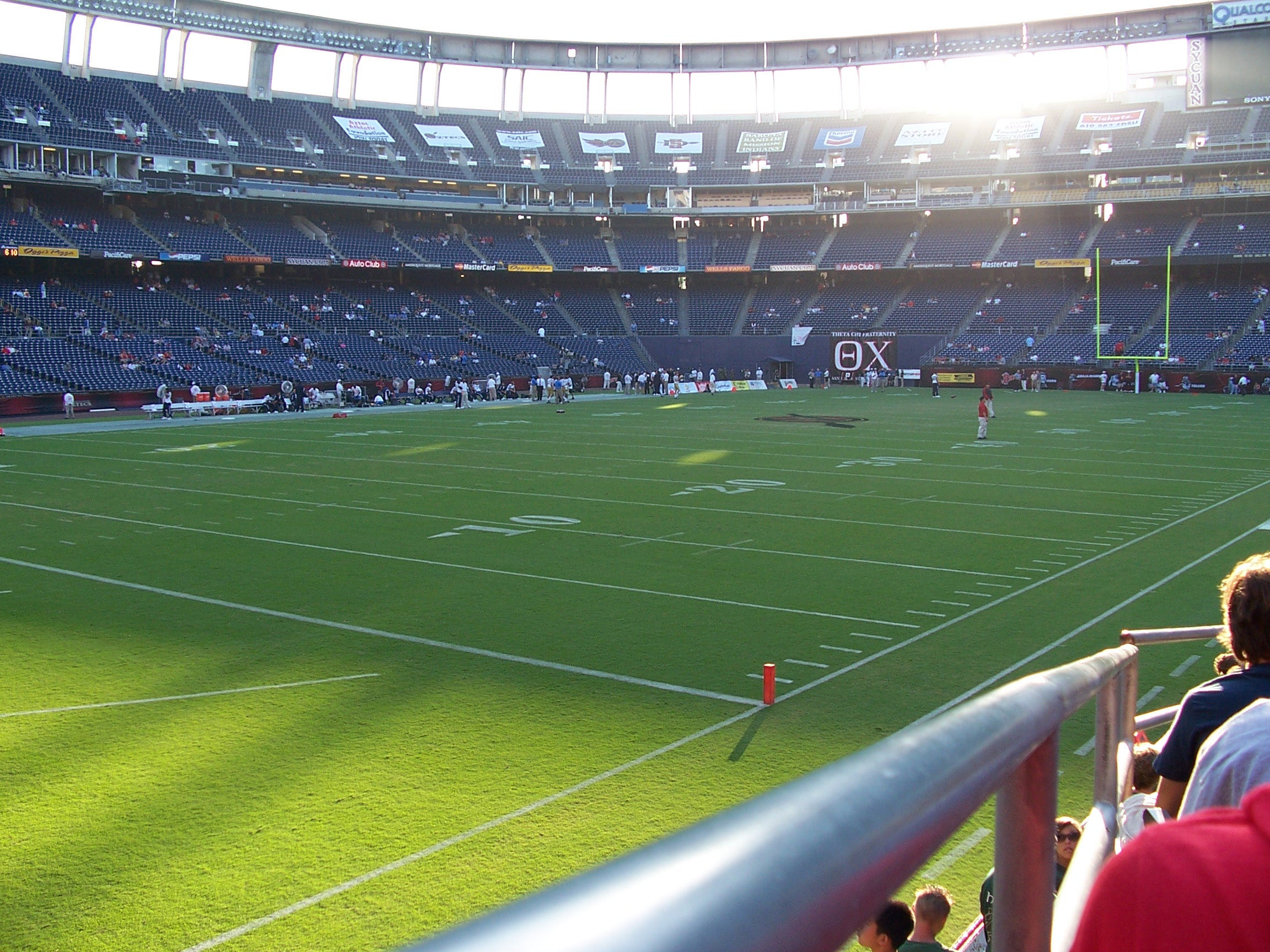
Vue intérieure
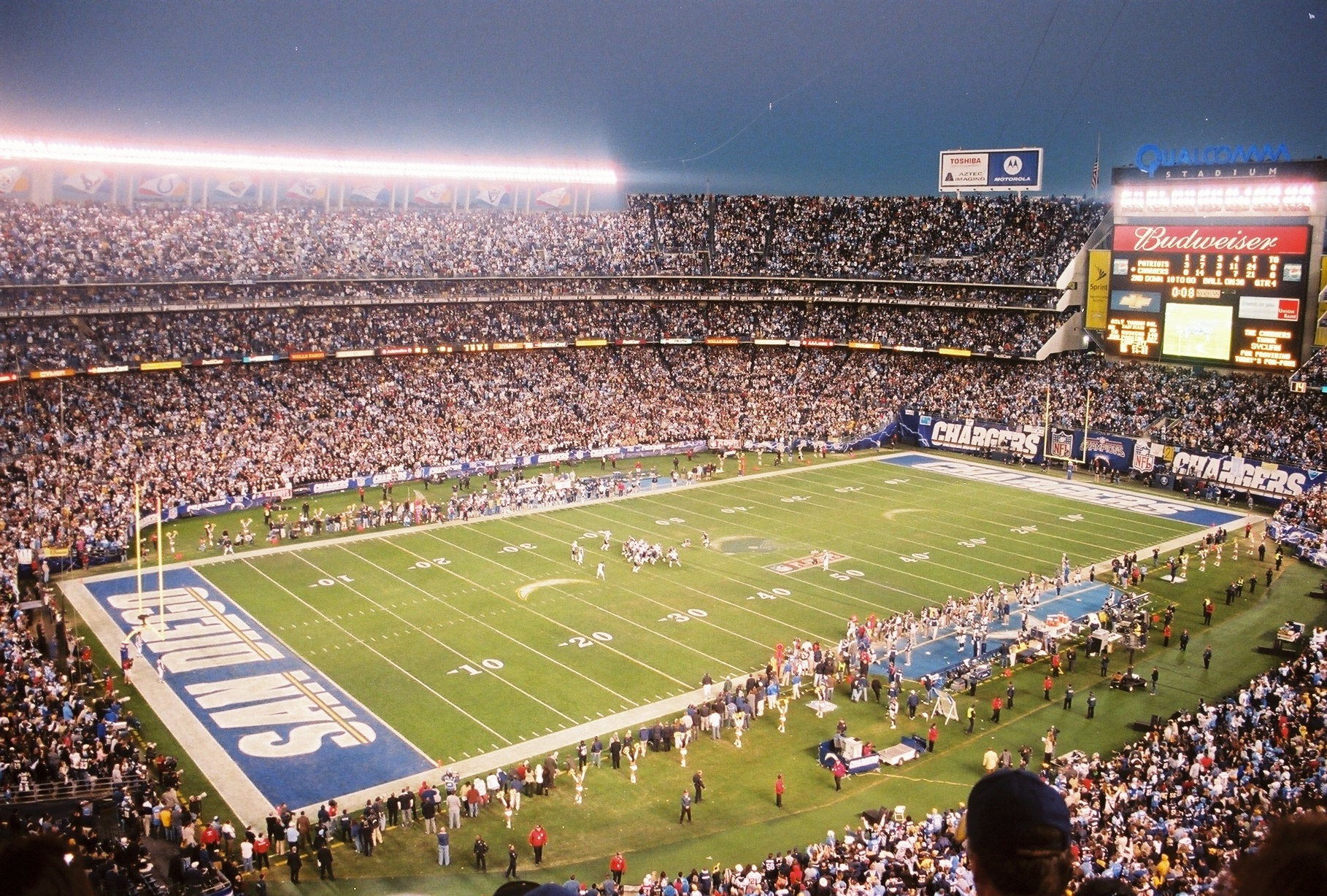
Rencontre des Chargers
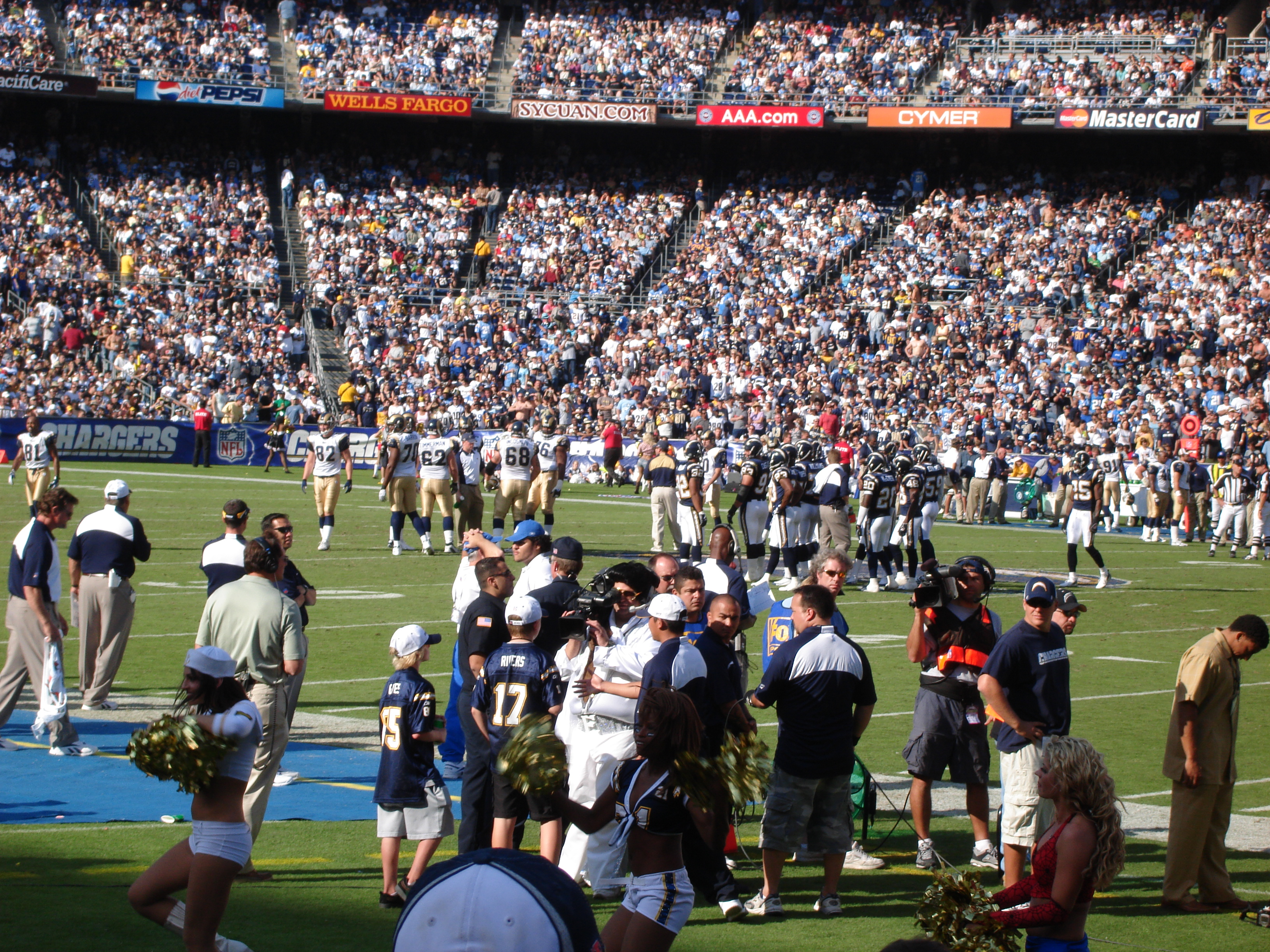
Match des Chargers
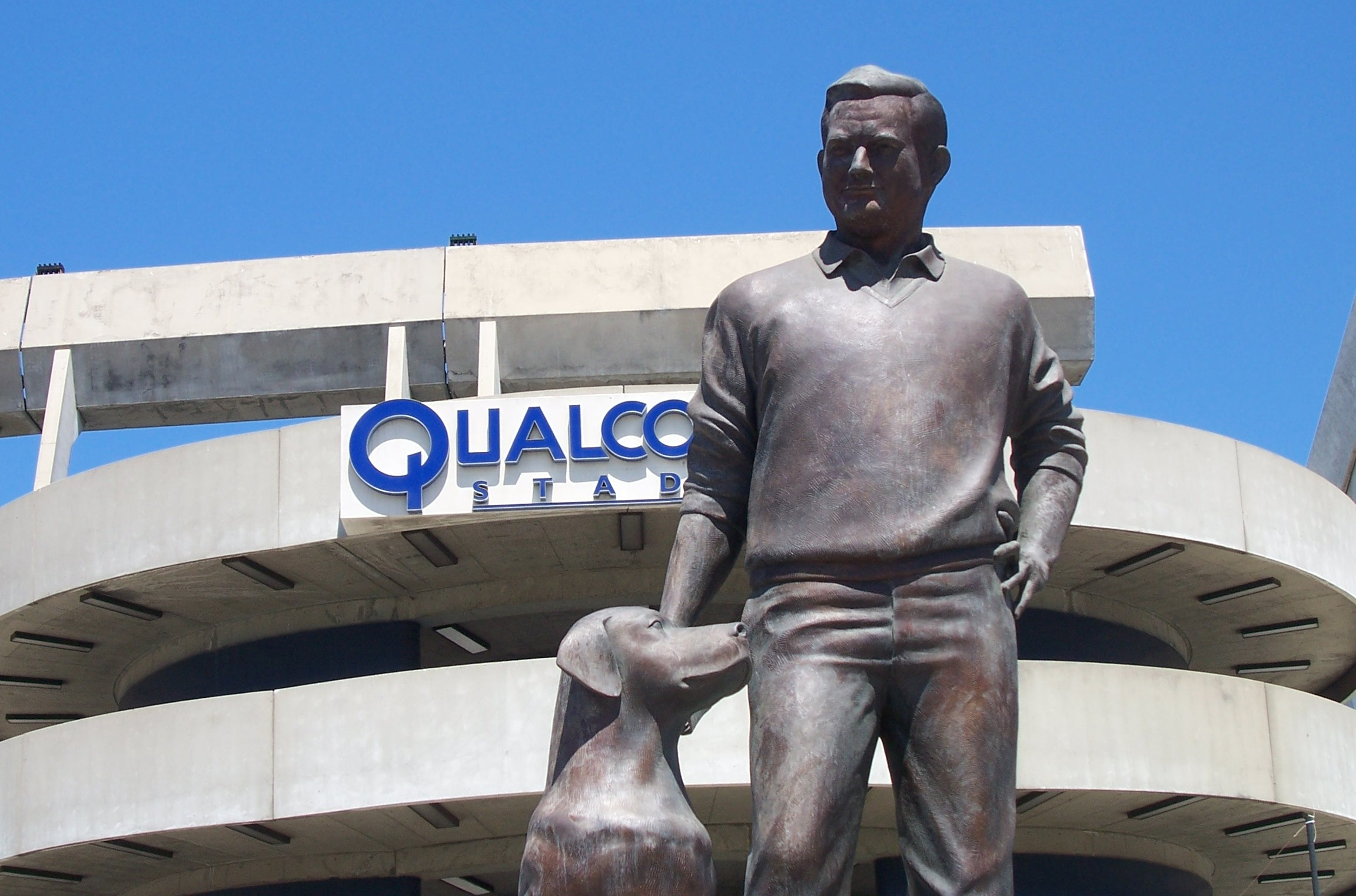
Statue de Jack Murphy (en)
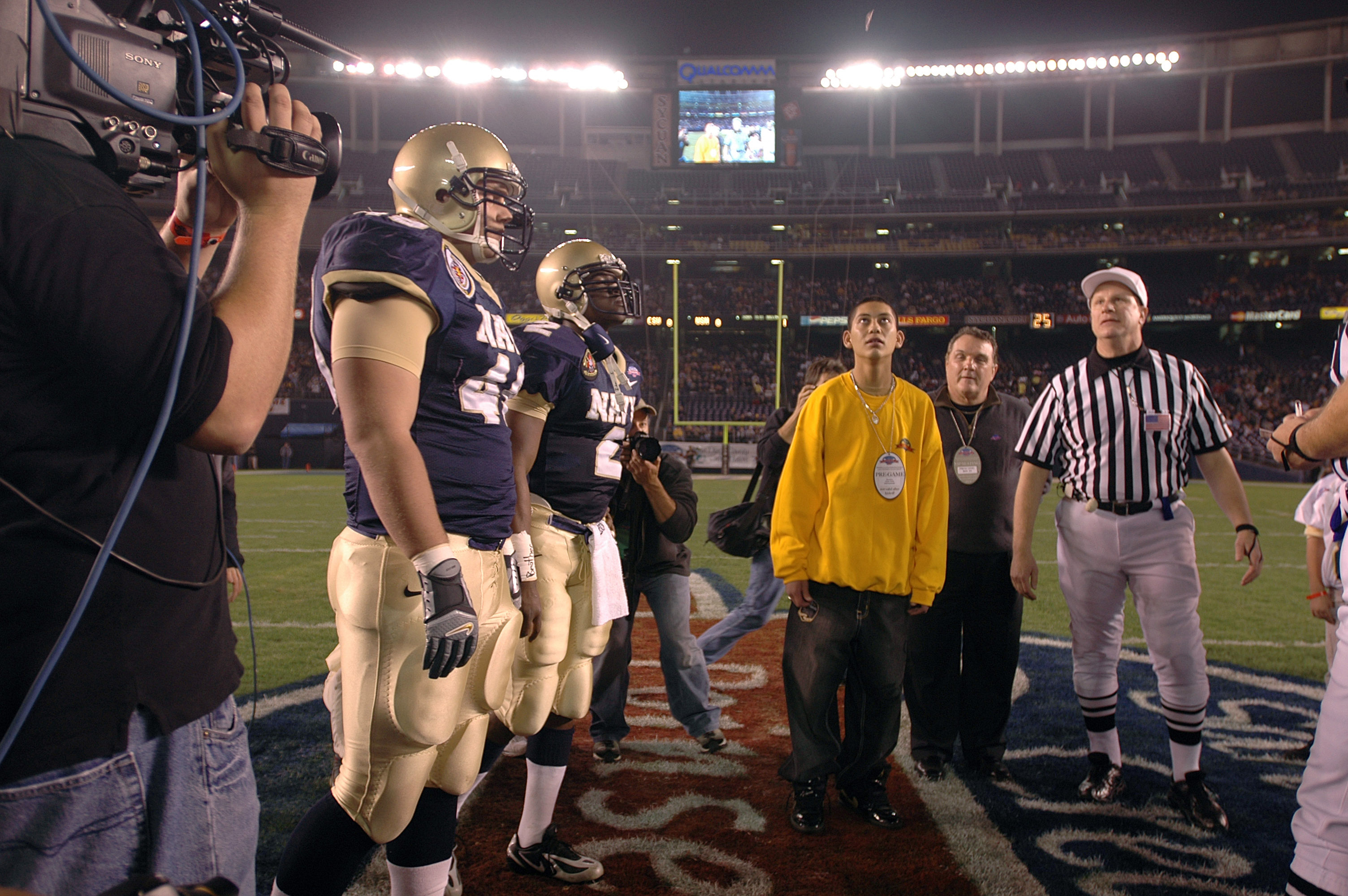
Poinsettia Bowl 2005
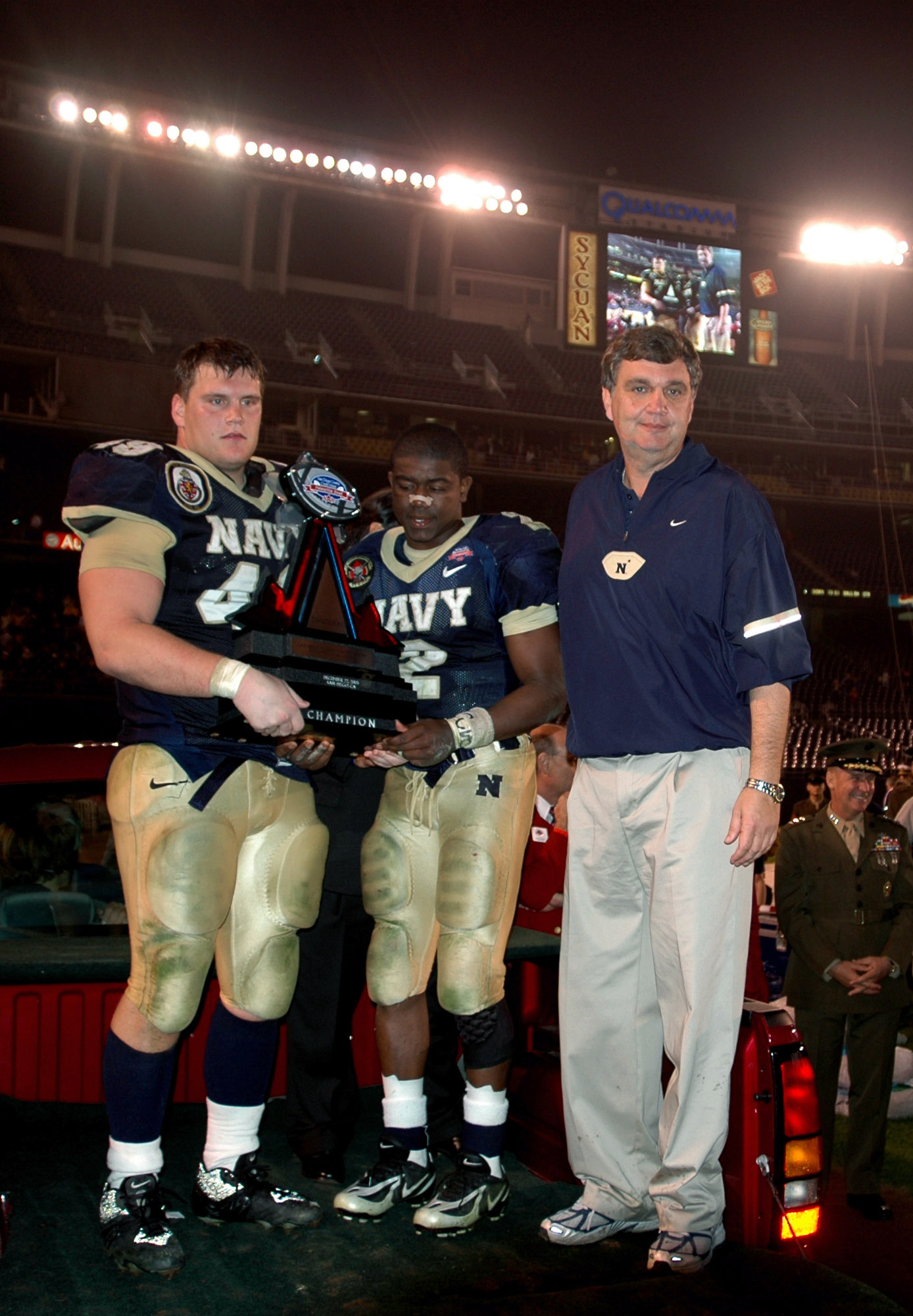
Poinsettia Bowl 2006
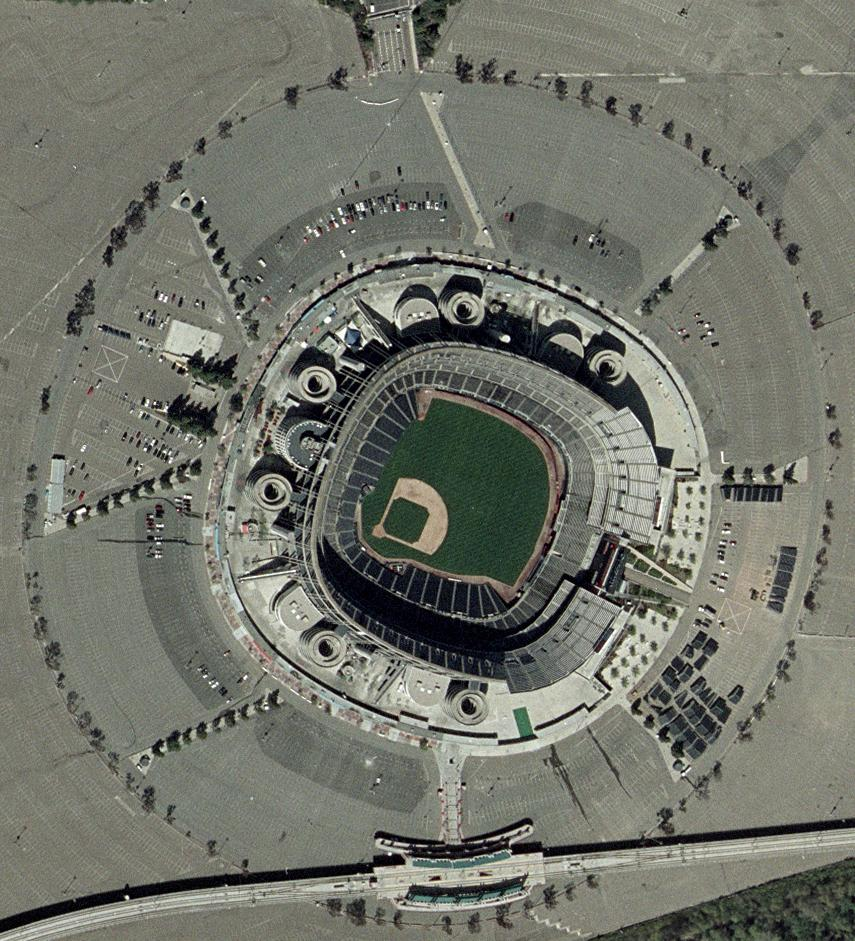
Image satellite (3/2003)
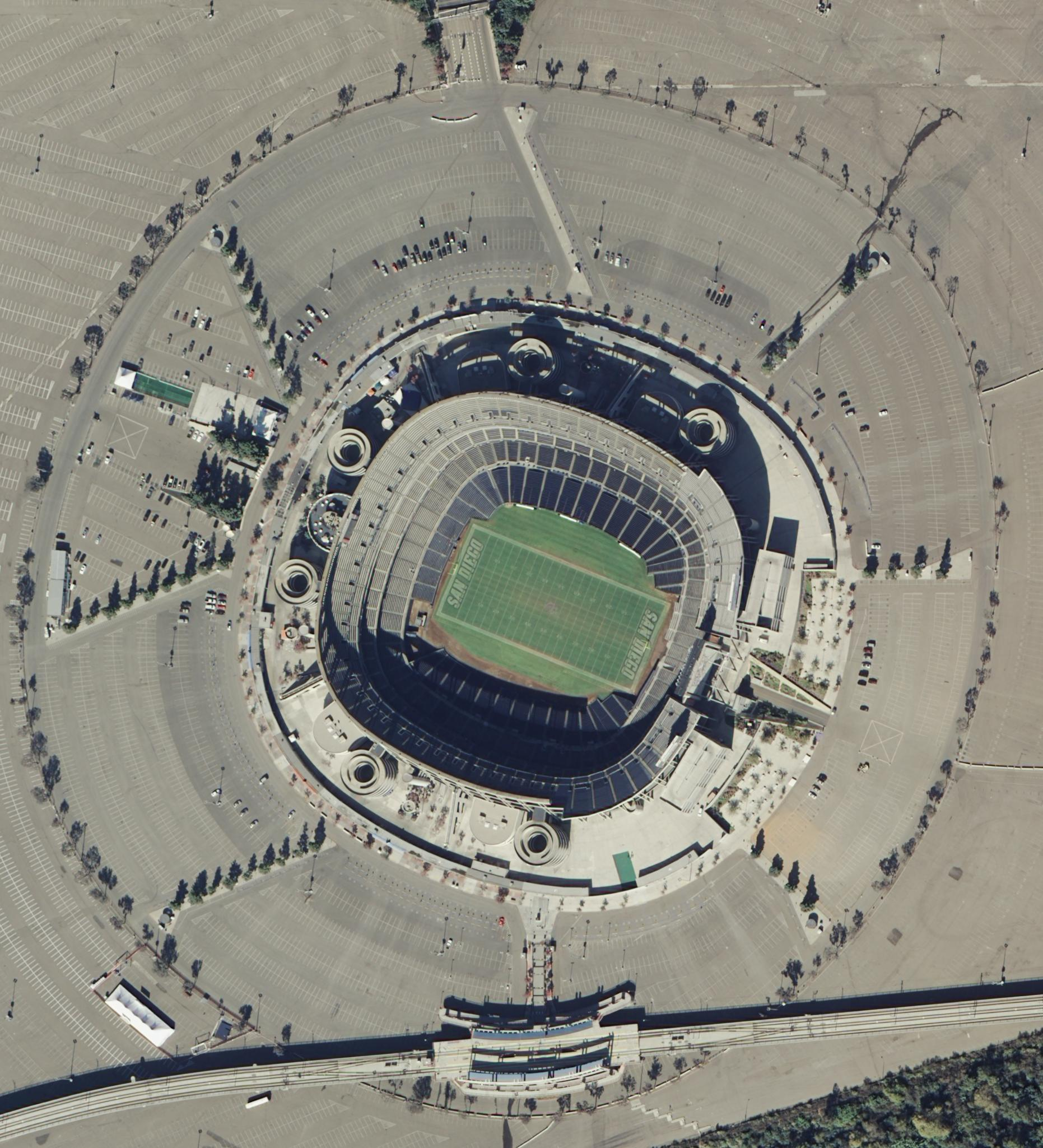
Image satellite (11/2003)